# 罗伯特·雷科德
罗伯特·雷科德（英語：Robert Recorde；1512年—1558年），英国威尔士医生、数学家，生于威尔士彭布罗克郡，数学中等号（=）的发明者，曾就读于牛津大学和剑桥大学，在皇家铸币局工作。因债务问题被捕死于狱中。